# Aglaeactis aliciae
Aglaeactis aliciae là một loài chim trong họ Trochilidae.